# Грађевине у Сремским Карловцима
Сремски Карловци као насеље имају немерљив значај за српску историју и културу, као и за битисање Српске православне цркве.
Просторни „одраз“ овог значаја је старо језгро Сремских Карловаца, као Просторне културно-историјске целине изузетног значаја за Србију. У старом језгру, али и у другим деловима насеља, сачуван је низ верских и световних грађевина, које свака понаособ имају од велики значај за српску историју и културу.

## Списак грађевина

### Верске грађевине
- Саборна црква светог Николе Сремског владичанства СПЦ,
- Патријаршијски двор Српске патријаршије у Сремским Карловцима,
- Српска православна црква Светих апостола Петра и Павла, позната и као „Доња црква“,
- Српска православна црква Ваведења Пресвете Богородице, позната и као „Горња црква“,
- Римокатоличка црква Светог Тројства,
- Капела мира са местом склапања Карловачког мира 1699. године,

### Просветне и образовне грађевине
- Карловачка гимназија, најстарија у Срба,
- Богословија Светог Арсенија,
- Богословски семинар, за смештај ђака богословије,
- Зграда Стефанеума, за смештај ђака богословије.

### Управне грађевине
- Магистрат у Сремским Карловцима, данас градска кућа Сремских Карловаца,

### Стамбене грађевине
- Палата Илион, боравиште српског патријарха Јосифа Рајачића,
- Кућа Сабов-Дејановић, најбољи пример стамбене архитектуре трговачког слоја из 18. века,

### Остале грађевине
- Чесма „Четири лава“,
- Гроб Бранка Радичевића на Стражилову.

## Галерија
- Магистрат
- Фонтана Четири лава
- Богословија
- Карловачка гимназија
- Патријаршијски двор
- Саборна црква Светог Николе
- Градски трг
- Градско језгро
- Католичка црква Пресветог Тројства
- Градски трг